# Pirómetro

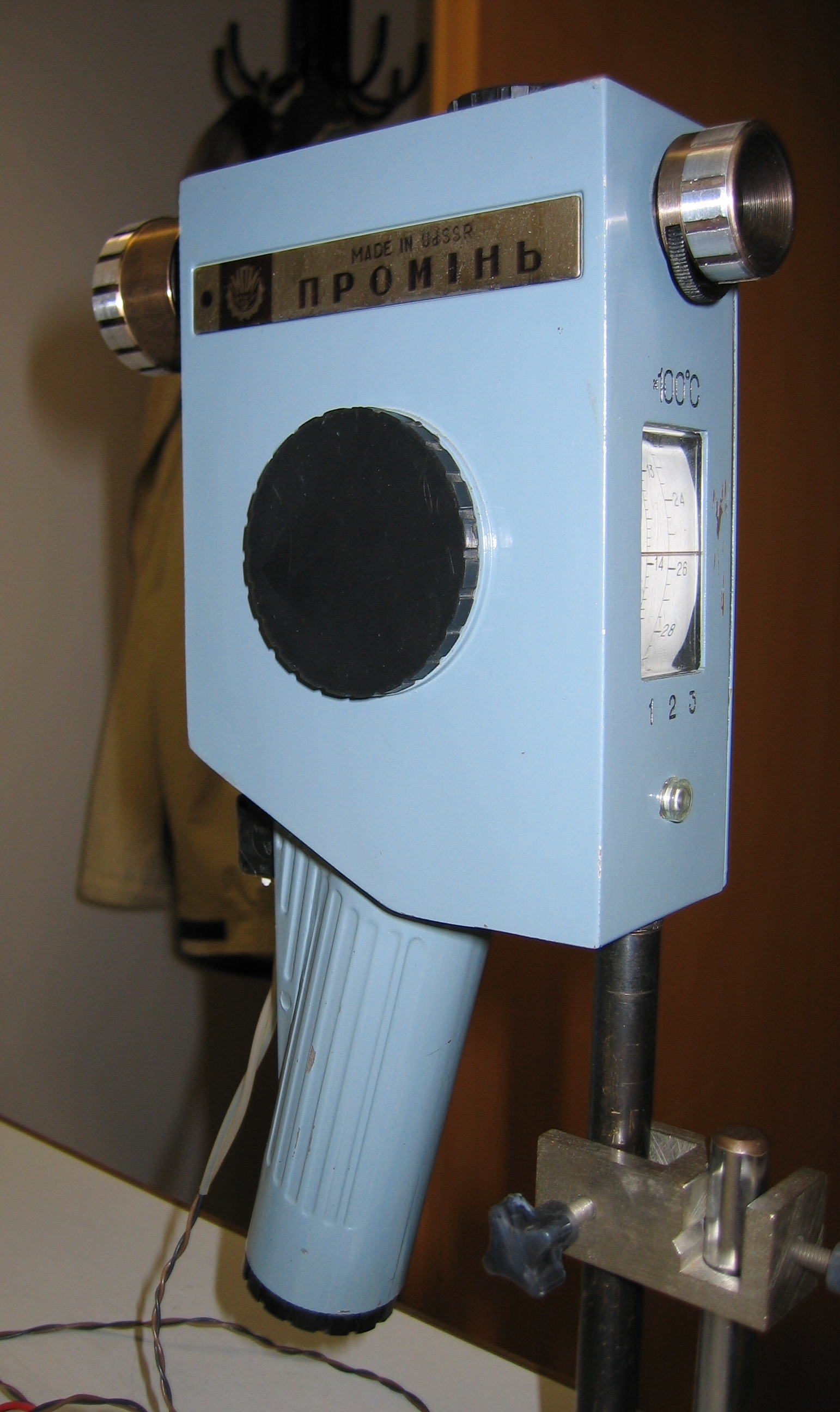
Pirómetro óptico

Un pirómetro es un dispositivo capaz de medir la temperatura de una sustancia sin necesidad de estar en contacto con ella. El término se suele aplicar a aquellos instrumentos capaces de medir temperaturas superiores a los 600 grados celsius. El rango de temperatura de un pirómetro se encuentra entre -50 °C (Grados celsius) hasta +4000 grados celsius. Una aplicación típica es la medida de la temperatura de metales incandescentes en molinos de acero o fundiciones.

## Inventor
Se desconoce con exactitud, ya que históricamente se otorga la invención a Pieter van Musschenbroek y Josiah Wedgwood, de forma independiente, ya que desarrollaron aparatos muy similares a lo que se conoce en la actualidad como pirómetro.
Principio básico:
Uno de los pirómetros más comunes es el pirómetro de absorción-emisión, que se utiliza para determinar la temperatura de gases a partir de la medición de la radiación emitida por una fuente de referencia calibrada, antes y después de que esta radiación haya pasado a través del gas y haya sido parcialmente absorbida por este. Ambas medidas se hacen en el mismo intervalo de las longitudes de onda.
Para medir la temperatura de un metal incandescente, se observa este a través del pirómetro, y gira un anillo para ajustar la temperatura de un filamento incandescente proyectado en el campo de visión. Cuando el color del filamento es idéntico al del metal, se puede leer la temperatura en una escala según el ajuste del color del siguiente concursante.